# Nephi Duane Atwood
Nephi Duane Atwood (1938) es un botánico estadounidense, especialista en la taxonomía de la familia Boraginaceae.

## Biografía
Estudió en la universidad en Ogden. Luego se trasladó a la Universidad Brigham Young, donde en 1972 recibió el grado de Doctor en Filosofía. Atwood es ayudante de dirección del herbario, y desde 1995 - profesor de la Universidad Brigham Young. La mayor parte del trabajo se dedica a la flora de Nuevo México, Utah, Arizona y Nevada, y también recogió muestras de plantas en México.
Fue coeditor de la tercera edición de "La Flora de Utah", 2003.

## Algunas publicaciones

### Libros
- 2013. Annotated Checklist of Vascular Flora: Timpanogos Cave National Monument. Con Walter Fertig. Editor Alice Wondrak Biel & Createspace Independent Pub, 90 pp. ISBN 1492737763, ISBN 9781492737766
- 2006. Craters of the Moon National Monument and Preserve: Checklist of Vascular Plants ; Organized by Family, 793 Taxa. Con Steve J. Popovich. 23 pp.
- 1970. Flora of the National Reactor Testing Station. Sci. bull. Biological series 11 ( 4). Ed. Brigham Young Univ. 46 pp.

## Eponimia
- (Boraginaceae) Cryptantha atwoodii L.C.Higgins[1]
- (Euphorbiaceae) Croton atwoodianus F.Seym.[2]
- (Fabaceae) Astragalus atwoodii S.L.Welsh & K.H.Thorne[3]
- (Onagraceae) Camissonia atwoodii Cronquist[4]
- (Ranunculaceae) Aquilegia atwoodii S.L.Welsh[5]
- (Scrophulariaceae) Penstemon atwoodii S.L.Welsh[6]